# Parestesia
El término parestesia se usa para denominar la sensación poco habitual, en los sentidos o de la sensibilidad general, de hormigueo, adormecimiento, acorchamiento, etcétera, debido a una patología en cualquier sector de las estructuras del sistema nervioso central o del sistema nervioso periférico. El entumecimiento y hormigueo son sensaciones que pueden presentarse en cualquier parte del cuerpo, pero son más usuales en las manos, en los pies, en los brazos y en las piernas. Los signos y síntomas característicos de la parestesia pueden ser permanentes o transitorios. Sin embargo, en la mayor parte de los casos, se trata de una patología temporal causada por la presencia de algún tipo de presión sobre los terminales nerviosos. También puede ser el resultado de una lesión adquirida o de una variedad amplia de padecimientos que cursan con daños en el sistema nervioso.
Este fenómeno puede recibir otros nombres: pérdida de sensibilidad, pérdida de las sensaciones, sensación de hormigueo y entumecimiento, adormecimiento o ardor o pérdida de la sensibilidad superficial y profunda.[cita requerida]

## Tipos de parestesia
- Parestesia de Berger: parestesia de la piel,[1] un trastorno que afecta principalmente a personas jóvenes o de avanzada edad, caracterizado por hormigueo, escozor o debilidad y pérdida de sensibilidad en las piernas, sin signos de enfermedad orgánica.
- Sinagesia[3] o parestesia de Jacques-Laurent: mioclonía de los músculos extrínsecos de la lengua (geniogloso, estilogloso, hiogloso y palatogloso) asociada a neuropatías leves relacionadas con algunos antiinflamatorios no esteroideos, disfunción de la articulación temporomandibular, enfermedades en las que se observa disfunción cognitiva y episodios psicológicamente traumáticos.
- Parestesia de Bernhardt, también llamada meralgia parestésica o síndrome de Roth-Bernhardt: es una afección caracterizada por trastornos sensitivos en la región innervada por el nervio femorocutáneo, consecutiva a una enfermedad infecciosa, intoxicación por alcohol, diabetes y traumatismos.[4]

## Causas
Las parestesia puede deberse, entre otras cosas:
- a la tabes dorsal;
- a la neuropatía periférica;
- a la radiculopatia;
- a la estenosis espinal;
- a la enfermedad celíaca, que puede cursar sin ningún síntoma digestivo y las parestesias pueden ser su única manifestación;[5]
- a la esclerosis múltiple;
- a la atrofia muscular espinal;
- a la mielitis transversa;
- a la neuritis;
- al herpes zóster;
- al síndrome compartimental;
  - a la enfermedad de Tay-Sachs;
- a la espasticidad;
- a la siringomielia;
- al síndrome de dolor regional complejo;
- a la fibromialgia;
- a permanecer en la misma posición sentado o de pie por un tiempo prolongado;
- a un ataque de pánico;
- a una lesión del nervio particular que alimenta la parte del cuerpo en donde se experimenta dicha sensación: si una persona tiene, por ejemplo, una lesión en el cuello, puede experimentar la sensación en cualquier sitio a lo largo del brazo o la mano; de manera similar, una lesión en la parte baja de la espalda puede causar ciática: una sensación de entumecimiento u hormigueo en la parte posterior inferior de la pierna.
- a la falta de irrigación sanguínea en el área: por ejemplo, la acumulación de placa a causa de aterosclerosis en las piernas puede causar dolor, entumecimiento y hormigueo al caminar (se denomina claudicación);
- a la presión sobre los nervios espinales, como la que causa una hernia de disco;
- al síndrome del túnel carpiano: puede causar entumecimiento u hormigueo en las muñecas, dedos, manos o antebrazos;
- a ciertas enfermedades: diabetes, hipotiroidismo (bajo nivel de actividad de la glándula tiroides), esclerosis múltiple, esclerosis lateral amiotrófica, convulsiones o dolores de cabeza de tipo migraña;
- a cambios en los electrolitos, como niveles anormales de calcio, de potasio o de sodio;
- a una deficiencia de vitamina B12;
- a un accidente isquémico transitorio (AIT) o accidente cerebrovascular;
- al uso de algunos medicamentos;
- a la acción tóxica sobre los nervios, como la del plomo, el abuso en el consumo de alcohol o el abuso del tabaco;
- a la aplicación de radioterapia;
- al consumo de psicotrópicos (por ejemplo, LSD);
- a estados de ansiedad;
- a daños en la mielina (células de glía que  forman vainas alrededor de los axones neuronales y permiten el aislamiento y el paso del impulso nervioso);
- al síndrome de Sturge-Weber.
- al daño del nervio alveolar inferior durante la extracción de una muela del juicio inferior, que puede provocar parestesia temporal o incluso permanente del labio inferior.[6]

## Síntomas
Generalmente, la persona no se da cuenta fácilmente de esta sensación. La parte afectada se entumece y se queda rígida, pero flexible, y resulta muy difícil poner en funcionamiento normal partes que se mueven gracias a las articulaciones. Se presenta una sensación de aumento de densidad muscular, seguida de un hormigueo continuo, agudo y que se vuelve mordaz al apoyar la zona afectada sobre una superficie dura o blanda y que se extiende a todo un pie, mano, brazo o pierna del cuerpo. Cuando empieza a desaparecer, lo que se logra esforzándose en hacer funcionar la extremidad, las sensaciones de sobredensidad y hormigueo se reducen hasta desaparecer, seguidas de una sensación de frío que se extiende por los terminales nerviosos y que gradualmente se reajusta a la temperatura del resto del cuerpo.[cita requerida]

## Tratamiento
El tratamiento de elección para esta patología depende fundamentalmente de la causa que esté provocando el cuadro clínico. En este sentido, si la parestesia presenta un curso transitorio, los especialistas médicos recomiendan el empleo de medidas orientadas a restaurar la circulación sanguínea de las áreas afectadas: ejercicio, masajes, estiramientos, etc. Todas estas acciones permitirán que las sensaciones anormales de hormigueo y/o adormecimiento desaparezcan progresivamente.
Por otro lado, si el curso clínico de la parestesia se presenta de forma prolongada o indefinida, todas las intervenciones terapéuticas se orientarán hacia el tratamiento de las patologías o condiciones médicas etiológicas y además, al alivio sintomatológico. En estos casos, muchos profesionales sanitarios recomiendan el empleo de fármacos antinflamatorios o aspirinas, bajo prescripción facultativa cuando el cuadro sintomatológico es leve.

## Pronóstico
La parestesia es un tipo de condición médica que puede afectar a cientos o miles de personas en todo el mundo, en especial a las que diariamente desempeñan una profesión que puede limitar sus movimientos, como trabajar sentado.
Por otro lado,  las sensaciones derivadas  de la parestesia pueden dar lugar a la adopción de posturas anormales durante las horas de sueño, dando lugar  a diversos trastornos relacionados con el cansancio o la falta de sueño.
Además, cuando los síntomas que implican entumecimiento, ardor o adormecimiento de las extremidades están presentes de forma recurrente, es prioritario que la persona afectada solicite un examen médico, ya que éstos pueden estar indicando la presencia de otro tipo de alteración neurológica grave.